# Vent de gradient

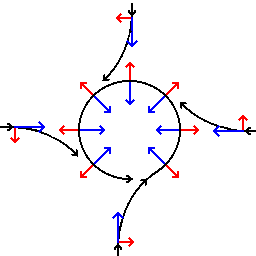
Al centre del dibuix hi ha una baixa pressió per la qual cosa la força del gradient de pressió (fletxes blaves) hi apunta. La fletxa vermella és la força de Coriolis.

El vent de gradient és una aproximació física al vent real. El flux equilibrat (balanced flow) és una idealització del moviment atmosfèric. La idealització consisteix a considerar el comportament d'una parcel·la aïllada d'aire que té la densitat constant, el seu moviment en el pla horitzontal està subjecta a les forces que hi actuin i finalment a les condicions físiques que no canvien.
En les ciències de l'atmosfera el flux equilibrat sovint és una aproximació acurada del flux real i és útil per millorar la comprensió qualitativa del moviment atmosfèric. En particular les velocitats del flux equilibrat poden ser usades com estimació de la velocitat del vent en situacions a la Terra.
Quan es considera que el vent és producte de l'equilibri entre el gradient de pressió, l'efecte de Coriolis i l'acceleració centrípeta. És aquest darrer terme el que permet considerar que la trajectòria del vent és corbada, cosa que constitueix un gran avanç respecte al vent geostròfic raó per la qual es considera que el vent de gradient és un refinament del model geostròfic. Tant en el vent de gradient com en el vent geostròfic es considera, per simplificar, que les forces de fregament són negligibles.

## Aplicacions
El vent de gradient té una precisió més gran que el vent geostròfic i, quan la capacitat de càlcul no sigui problema, constitueix la millor opció.
El vent de gradient reprodueix un fet observat en els sistemes reals: en el centre dels anticiclons el gradient de pressió i els vents són molt petits i tendeixen a créixer a les vores, però mai arriben a tenir valors grans.

## Font
- "An introduction to dynamic meteorology",James R. HOLTON, Academic Press, San Diego, 1992, ISBN 978-0-12-354355-4